# Parafia św. Maksymiliana Marii Kolbego w Gnieźnie
Parafia św. Maksymiliana Marii Kolbego w Gnieźnie – parafia rzymskokatolicka w dekanacie Gniezno II w archidiecezji gnieźnieńskiej. Proboszczem parafii jest ks. Waldemar Kobyliński.

## Historia
Początkowo budynek obecnego kościoła był wybudowany jako dom katechetyczny i mieszkalny dla księży parafii św. Michała Archanioła w Gnieźnie, jednak w czerwcu 1989 prymas Polski Józef Glemp utworzył osobną parafię św. Maksymiliana Kolbego. Na potrzeby kościoła budynek przebudowano.

## Kościół
Budynek został zbudowany na początku lat 80. XX wieku jako dom katechetyczny i mieszkalny dla księży parafii św. Michała Archanioła. 27 czerwca 1989 dekretem prymasa Józefa Glempa utworzono osobną parafię. W związku z tym w 1997 budynek przebudowano dla potrzeb kultu religijnego. Wyburzono strop i ściany oddzielające tymczasową kaplicę od korytarzy oraz wykorzystano część zakrystii do wzniesienia nowego prezbiterium. Położono nowe posadzki, zmieniono wystrój prezbiterium, w oknach umieszczono witraże zaprojektowane przez Marię Powalisz-Bardońską, wstawiono ołtarze i konfesjonały. Na ścianie oddzielającej prezbiterium od nawy głównej umieszczono portret św. Maksymiliana. Kościół uzyskał również nowy dzwon nazwany imieniem patrona. Może pomieścić 300 osób.